# 南宮元清
南宮元清（朝鮮語: 남궁원청）は、高麗の将軍であり、朝鮮氏族の咸悦南宮氏の始祖である。
高麗時代に大将軍・門下侍中平章事・甘勿阿伯を務めた。南宮元清は、中国周の皇族の南宮修の子孫である。南宮修は、中国殷の政治家・箕子が朝鮮を征服した時に、箕子と共に箕子朝鮮を建国し、司徒を務め、詩書・礼楽・礼儀・祭祀・冠婚葬祭・政治制度を朝鮮に教えた。